# ماریا فارمر
ماریا کی. فارمر (Maria K. Farmer) (متولد ۱۹۶۹)، هنرمند تجسمی آمریکایی است، که به‌خاطر ارائه نخستین شکایت کیفری در سال ۱۹۹۶ در مورد آزار جنسی از سوی جفری اپستین سرمایه‌گذار به منظور اجرای قانون به اداره پلیس شهر نیویورک و FBI (اداره تحقیقات فدرال) شناخته می‌شود. فارمر، که یک نقاش تمثیلی است، تجربه آزار جنسی خود و خواهراش، آنی، را از سوی اپستین و گیلین ماکسوِل که در برابر آن‌ها صورت گرفته بود در سال ۲۰۰۲ به روزنامه‌نگار ونتی فِر توضیح داد ولی این نشریه از انتشار گزارش اجتناب ورزید.

## اوان زندگی و تحصیل
فارمر در سال ۱۹۶۹ یا ۱۹۷۰ در پدوکا، کنتاکی در خانواده فرانک فارمر و جانیس سواین به دنیا آمد. او دو برادر و دو خواهر جوان دارد. خانواده او مدتی در فینیکس، آریزونا می‌زیست. فارمر در دوران طفولیت علاقه‌داشت تا یک هنرمند شود.
فارمر وارد دانشگاه سانتا کلارا شد و در سال ۱۹۹۲ از این دانشگاه فارغ‌التحصیل گردید. سپس به نیویورک رفت و در آکادمی هنرهای نیویورک به تحصیل پرداخت. سرانجام، فارمر در سال ۱۹۹۵ سند کارشناسی ارشد خود را از آکادمی مذکور به‌دست‌آورد. سپس در مؤسسه هنرهای سانتافه، شامل ورکشاپ پسا فراغت شد و در سال ۱۹۹۵ از آن فارغ گردید.

## حرفه
فارمر یک هنرمند تجسمی است، که نقاشی‌ها و ترسیمات افراد و گروه‌هایی از مردم را می‌سازد. او در اواسط دهه ۱۹۹۰، هنگامی‌که در آستانهٔ فارغ شدن از مدرسه بود، گزارش‌داد که آثار هنری خود را مستقیماً از استودیوی کاری‌اش به قیمت ۲۰ هزار دلا فروخته‌است. اما در محفل فراغت او در سال ۱۹۹۵، آیلین گوگنهایم مدیر مدرسه‌اش، او را برای جفری اپستین که به عنوان عضو هیئت مدیره از سال ۱۹۸۷ الی ۱۹۹۴ در آکادمی خدمت می‌نمود و هم او را به دوست خود، گیسلین ماکسوِل، معرفی کرد. هرچند، فارمر نقاشی خود را به قیمت ۱۲ هزار دلار به خریدار آلمانی فروخته بود، اما اپستین مکرراً می‌خواست آن را به نصف قیمت خریداری کند و گوگنهایم نیز از فارمر خواست تا نقاشی را به او بفروشد. قبل از این‌که او با اپستین آشنا شود، فارمر آگاه بود که اپستین به‌صورت منظم در برنامه‌های آکادمی شرکت می‌کند و به‌صورت مکرر آثار و کارهای هنری دانشجویان را که در استودیوهای خود کار می‌کنند، مشاهده می‌نماید. این دو، در مدرسه به عنوان دوست‌داران و علاقه‌مندان مهم هنرها معروف بودند.
فارمر در تابستان سال ۱۹۹۵، یکی از چهار هنرمندی انتخاب شد، تا برای شرکت در برنامهٔ که تمام مصارف آن به‌دوش تنظیم کننده برنامه بود، تا به سانتافه سفر کند. چندین هنرمند دیگر نیز اظهار داشتند آن‌ها در مهمانی که از سوی اپستین و ماکسوِل در شب تنظیم شده بود، هم‌راه با گوگنهایم شرکت کردند و این مهمانی (برنامه) به منظور آزمایش مرزهای هنرمندان در یک محیط رقابتی و عجیب سازمان‌دهی شده بود. هم‌چنان برای آن‌ها وعده داده شده بود که برای یکی از زنان اشتراک کننده، به‌خاطر ملکیت نیومکسیکو اپستین، جایزه ویژهٔ آثار هنری اعطاء خواهد شد، اما هیچ جایزهٔ در این برنامه داده نشد.
فارمر بعد از آن‌که به نیویورک بازگشت، برای کارکردن در کنار اپستین نخست به عنوان مشاور هنری استخدام شد. وظیفه او در مقام نامبرده این بود تا ساخت آثار هنری توسط چاک پاودیش و دامیان لوب را برای مجموعه کارهای هنری اپستین نظارت کند. او کار خود را در کنار اپستین در مقابل میز دفتر نیویورک‌اش آغاز نمود و با «تجارت پیشه‌گان، تزئین کننده‌ها، و دوستان» قرارداد امضاء کرد. او تعداد زیادی دختران جوان را می‌دید که به‌سوی خانه رفت و آمد می‌کردند و اظهارداشت که مکسوِل برای استخدام دختران برای اپستین مکرراً به مأموریت می‌رود. او همچنین توصیف کرد که اپستین اتاق امنیتی خود را در خانه مجللش در نیویورک به او نشان می‌داد؛ تخت خواب و توالت‌های آن مجهز به دوربین‌های امنیتی بود. فارمر، مکرراً آلن درشویتز، حقوق‌دان، را می‌دید که به‌صورت منظم از خانه اپستین در نیویورک دیدن می‌کند.

### اقامت‌گاه هنرمند وکسنر
در تابستان ۱۹۹۶، فارمر مأمور شد تا دو اثر هنری را برای فیلم «بهتر از این نمیشه» بسازد. در آن زمان، فارمر در یک آپارتمان کوچک در قریه گرینویچ می‌زیست. ازین‌رو، اپستین برای او محیط بزرگ‌تری را به عنوان محل اقامت هنرمند در خانه (۱۰۶۰۰ فوت مربع) در ملکیت لِس وکسنر، اوهایو پیشنهاد نمود تا اثر هنری خود در آن‌جا بسازد. همین بود که فارمر در ماه می ۱۹۹۶ از طریق یک موتر کرایی هم‌راه با لوازم و وسایل هنری خود به ملکیت وکسنر به اوهایو رفت. این اقامت‌گاه فراخ و وسیع بود، اما فارمر بعد از این‌که وارد خانه شد، متوجه شد که این خانه از سوی پرسونل امنیتی یعنی افراد مسلح محافظت می‌شود. ازین‌رو، برای رفتن به بیرون او باید از خانم وکسنر، ابیگیل وکسنر تماس می‌گرفت.

### تصمیم برای افشاسازی
پس از آن‌که در اوایل سال ۲۰۱۹ تشخیص شد فارمر تومور مغزی دارد، او درک و غضب خود را نسبت به تأثیری که سوء استفاده (افزون بر سال‌های پنهان نمودن تهدیدات علیه زندگی او) از او و خانواده‌اش به عنوان انگیزه‌ای برای صحبت عمومی داشت، توضیح داد؛ در ۱۶ آوریل ۲۰۱۹ میلادی، سوگندنامه‌ای را به محکمه فدرال نیویورک سپرد و مدعی شد که او خواهر ۱۵ ساله‌اش، آنی، در سال ۱۹۹۶ در موقعیت‌های جداگانه از سوی اپستین و مکسوِل مورد تجاوز جنسی قرار گرفتند.
فارمر در مصاحبه‌ای با مجله گرازیا در ماه سپتامبر ۲۰۱۹ بیان داشت، خیانتی که در برابر زنان صورت گرفت، علاوه بر عدم تمایل مقامات در مورد نشر گزارش آزار جنسی صورت گرفته از سوی اپستین و مکسوِل، بسیار سخت بود. او در ماه نوامبر با انتونی میسون در برنامه «CBS امروز صبح» مصاحبه کرد.
شبکه تلویوزنی ABC نیوز گزارش داد که فارمر و خواهر جوانش، آنی، با چاونتی داویس و خواهر جوان او تیلا شباهت‌های زیادی داشتند، ازین‌رو، اپستین از اعتماد در میان هر دو خانواده استفاده کرد، تا بتواند به هدف آزار جنسی دختران جوان دست یابد.
در اواخر ۲۰۱۹ و اوایل ۲۰۲۰، پنج کشتی‌گیری که از نجات یافته‌گان افتضاح سوء استفاده دانشگاه ایالت اوهایو بودند، به‌صورت علنی از مقامات فدرال خواستند تا ادعاهای فارمر را در مورد تجاوز جنسی در خانه وکسنر بیشتر مورد تحقیق و بررسی قرار دهند. این کشتی‌گیران همچنین خواستند خانواده وکسنر در مورد سوء استفاده جنسی از سوی وی نیز پاسخ‌گو باشند و آن‌ها نگرانی خود را درباره تأثیر مداوم ابیگیل و لزلی وکسنر مطرح کردند که آن‌ها به عنوان «بزرگ‌ترین و معروف‌ترین خیر» دانشگاه بودند.
فارمر در سریال چهار قسمتی نت‌فلیکس، با عنوان «جفری اپستین: ثروت‌مند کثیف»، که در ماه مه ۲۰۲۰ منتشر شد، نقش بازی کرد. این سریال به کارگردانی لیزا برایانت و براساس کتاب قبلی به همین نام توسط جیمز پترسون تهیه شده بود.

### تازه‌ترین آثارهنری
فارمر در ماه ژانویه ۲۰۲۰ میلادی، روی نقاشی‌ها و ترسیمات پاستلی که «پروژه بازماندگان» نام داشت، کار می‌کرد. این اثر هنری او شامل تک‌چهره‌نگاری از بازماندگان معروفی بود که از سوی اپستین مورد تجاوز جنسی قرار گرفته بودند. او ادعا می‌کند سختی و آسیب که بیشتر قربانیان از جانب اپستین تحمل کردند، می‌توانست در صورت اقدام مقامات پلیس در نخستین گزارش سوءاستفاده جنسی، جلوگیری شود.
فارمر اثر هنری را که هفت فوت طول داشت در مورد شبکه سوءاستفاده جنسی از سوی اپستین، روی پرده نقاشی خلق کرد. در اثر هنری خود، افراد دخیل در این افتضاح را شبیه هیرونیموس بوش به تصویر کشیده بود.

## زندگی شخصی
پس از این‌که تشخیص داده شد فارمر مبتلاء به تومور مغزی لنفوم غیرهاجکین (NHL) است، در ماه می ۲۰۲۰ تحت درمان سرطان قرار گرفت.